# 顯盤雀鯛
顯盤雀鯛(學名：Dischistodus perspicillatus)，為輻鰭魚綱鱸形目隆頭魚亞目雀鯛科的其中一種，分布於印度西太平洋區，從安達曼海至澳洲西北部，北起中國，南至大堡礁海域，深度1至10公尺，本魚體呈卵圓形且側扁，體色為白色，體中央及近背鰭軟條基部各有1條黑色橫帶，顏色越往腹部漸淡，頭部上方有3個黑色斑塊，體被圓鱗，尾鰭叉形，背鰭硬棘13枚、背鰭軟條13-15枚、臀鰭硬棘2枚、臀鰭軟條14-15枚，體長可達18公分，棲息在沙底質海床或潟湖淺灘，以藻類為食，生活習性不明。